# Észak-Ciprus hadereje
Észak-Ciprus hadereje a Török Ciprióta Biztonsági Erők (törökül: Güvenlik Kuvvetleri Komutanlığı) egy egyesített haderő, amely szárazföldi, légi és haditengerészeti egységekből áll. A szakadár Észak-Ciprus biztonságáért felelős haderő 5000 főnyi, 20 és 40 év közötti sorozott török ciprióta férfiből áll.

## Észak-Ciprus haderejének néhány összefoglaló adata
- Teljes személyi állomány: kb. 5000 fő
- Tartalék: 26 000 fő

Észak-Ciprus haderejébe 7 gépesített zászlóalj tartozik.

## Szárazföldi erő: 5000 fő

### Fegyverzet
- 73 db 120 mm-es aknavető
- 6 db MILAN páncéltörő rakéta

## Félkatonai erők
- Rendőr: 150 fő
- Parti őrség:
  - kb. 5 hajó.

## Észak-Cipruson állomásozó török erők
Törökország 1974-ben szállta meg a zömében török nemzetiségűek által lakott északi országrészt. Az általuk létrehozott Észak-Ciprusi Török Köztársaságot, ma is csak Törökország ismer el hivatalosan, területén török csapatok állomásoznak. A török megszálló erőkkel érkezett közel 80-150 000 főnyi anatóliai (török településekről származó) telepes, akik immár leszármazottaikkal együtt élnek Ciprus megszállt területein és ma már ők alkotják a többségi lakosságot.
- Török: 36 000 fő (szárazföldi)

A török erők állománya:
- 1 hadtest törzs
- 2 gépesített hadosztály
- 1 páncélozott dandár
- 1 önálló gyalogos dandár
- 1 tüzér ezred
- 1 különleges ezred

A török erők felszerelése:
- 441 db M48 harckocsi
- 361 db páncélozott szállító jármű (zömmel M113)

Tüzérségi lövegek:
- vontatott: 102 db (105 mm-es, 155 mm-es és 203 mm-es)
- önjáró: 90 db (155 mm-es)
- 6 db rakéta-sorozatvető
- 202 db aknavető (107 mm-es és 120 mm-es)

Légvédelmi rakéták:
- kb. 50 db FIM–92 Stinger

Légierő:
- Esetenként állomásozik néhány F–16C.

Haditengerészet:
- 2-3 hajó